# Triptognathus nipponicus
Triptognathus nipponicus är en stekelart som först beskrevs av Tohru Uchida 1926.  Triptognathus nipponicus ingår i släktet Triptognathus och familjen brokparasitsteklar. Inga underarter finns listade i Catalogue of Life.